# Gemeindepark Lankwitz
Der Gemeindepark Lankwitz ist eine zehn Hektar große Parkanlage im geografischen Zentrum des Berliner Ortsteils Lankwitz im Bezirk Steglitz-Zehlendorf.

## Beschreibung
Der Park verfügt über ausgedehnte Rasenflächen, Baum- und Sträuchergruppen und einen 4750 m² großen Parkteich. Der Teich und sein Umfeld wurden zwischen Herbst 2016 und Mai 2017 saniert und revitalisiert.
Zum Park gehören auch Vogelvolieren und Tiergehege, die unter anderem Damwild, Zwergziegen und Kamerunschafe beherbergen. Es gibt Kinderspielplätze, Sportanlagen (wie für Fußball), einen Trimm-dich-Pfad und eine Minigolfanlage. Ein 13 Meter hoher Hügel ist Bestandteil des Parks, dieser kann im Winter als Rodelbahn genutzt werden. Am Rande des Parks liegt die barrierefreie Seniorenfreizeitstätte Clubhaus Lankwitz, nahe der Blumenrabatten mit Bänken und Schachtischen. Der Spielplatz an der Mühlenstraße wurde von 2016 bis 2017 erneuert.
Auf dem Hügel befindet sich außerdem ein steinerner Rundbau, das Ehrenmal für die Gefallenen des Ersten und Zweiten Weltkriegs aus Lankwitz.
Am unteren Ende der Rodelbahn befinden sich zwei Findlinge, die aufgrund naturgeschichtlicher Gründe als Naturdenkmale des Landes Berlin unter Schutz gestellt wurden.

## Geschichte
Im September 1909 beschloss die Gemeindevertretung von Lankwitz den Kauf des Areals zur Anlage eines zentralen öffentlichen Parks, der zunächst den Namen Beyendorffpark erhielt. Er wurde am 2. September 1911 eröffnet und ehrte den ersten Bürgermeister von Lankwitz, Rudolf Beyendorff, der sich sehr für dieses Projekt eingesetzt hatte. Auf Initiative von Beyendorff wurde der Park 1910–1912 nach den Plänen des Gartenarchitekten Carl Rimann angelegt, der später auch den Garten des Siemensvilla genannten Herrenhauses Correns in Lankwitz plante.
Es gab anfangs Tennisplätze mit Umkleideräumen und eine Kuranlage mit Kurbrunnenhäuschen. Im Winter lud der Park auf einer Fläche von 5300 m² zum Eislaufen ein. Die 300 Meter lange Rodelbahn war eine Attraktion, die damals sogar Berliner nach Lankwitz lockte, sodass aufgrund des Andrangs Eintrittskarten vergeben werden mussten.
Im Jahr 1919 wurde der Park nach der Absetzung von Bürgermeister Beyendorff infolge der Novemberrevolution in Gemeindepark umbenannt. Ab 1933 trug der Park wieder den Namen Beyendorffpark, wurde jedoch aufgrund der Weigerung Beyendorffs, der NSDAP beizutreten, von den Nationalsozialisten im Jahr 1939 in Gemeindepark zurückbenannt.
Die angrenzende Straße Am Gemeindepark in Lankwitz wurde nach dem Park benannt. Wie auch der Park wurde die Straße mehrmals umbenannt, vom 2. September 1911 bis zum Jahr 1919 sowie 1933–1939 hieß sie Am Beyendorffpark.
Das nach den Plänen von Fritz Freymüller erbaute Krieger-Ehrenmal für die Gefallenen des Ersten Weltkriegs aus Lankwitz wurde 1926 auf dem höchstgelegenen Aussichtspunkt des Hügels eröffnet. Nach dem Zweiten Weltkrieg wurde es zum Kriegsopfer-Ehrenmal beider Weltkriege umgewidmet.
Die Parkanlage sowie das Ehrenmal stehen unter Denkmalschutz.

## Das Ehrenmal

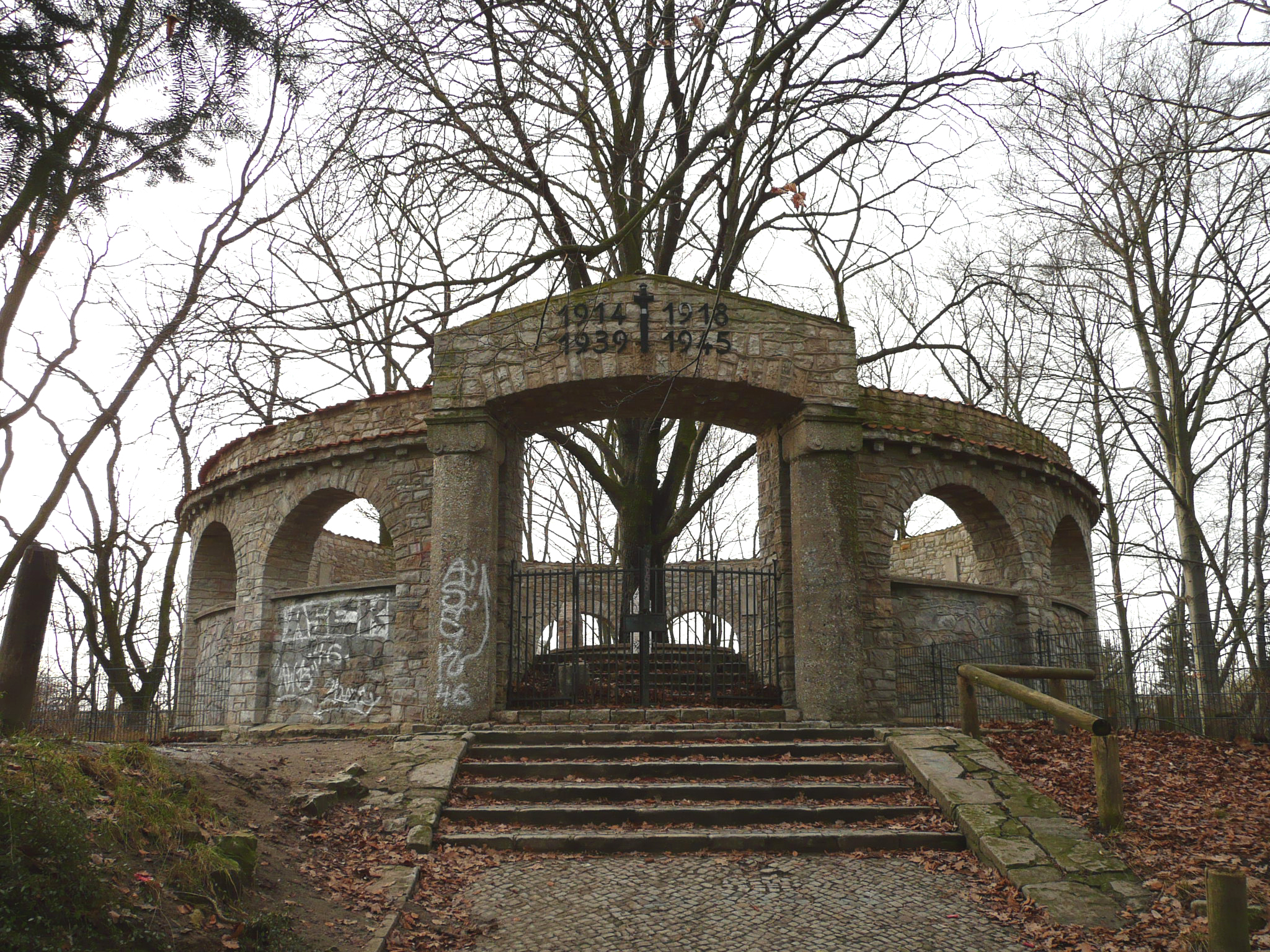
Ehrenmal für die Gefallenen der beiden Weltkriege aus Lankwitz

Auf dem 13 Meter hohen Hügel erhebt sich das Ehrenmal, in seiner Schlichtheit wie eine Ruine wirkend. Es wurde zum Gedenken an rund 400 Lankwitzer Bürger errichtet, die im Ersten Weltkrieg gefallen sind.
Um 1920 befand sich das Denkmal bereits in der Planung des Architekten und Baubeamten Fritz Freymüller. Am 24. Oktober 1920 wurden die Gedenktafeln mit den Namen der Gefallenen in der Dreifaltigkeitskirche feierlich geweiht. Die festliche Eröffnung des Krieger-Ehrenmals fand schließlich am 13. Juni 1926 statt.
Umgeben von einer Rundmauer aus Kalkstein mit bogenförmigen Fensterhöhlen, auf der Innenseite eingelassenen die Gedenktafeln mit den Namen, befindet sich in der Mitte des Ehrenmals eine alte Kastanie, die von einer steinernen Sitzbank mit drei Stelen umgeben ist.
Die erste Stele zeigt eine Schwurhand im Relief, „Symbol der Liebe, Treue und Pflichterfüllung gegenüber dem Vaterland“, sowie die Umschrift „Im Ruhm der Taten leben tote Helden“. Die zweite Stele deutet mittels Darstellung eines christlichen Kreuzes auf die Ewigkeit. Die dritte Stele zeigt eine Frau mit einer Pflugschar im Sonnenstrahl und einen fliegenden Adler. Dies soll den Frauen ein Denkmal setzen, die im Ersten Weltkrieg die Arbeit ihrer Männer verrichteten. Sonnenstrahl und Adler sollen verkünden, dass durch Arbeit wieder der Platz an der Sonne erlangt werden kann. In der Chronik Lankwitz heißt es zum Denkmal: „Liebe (Vaterland), Glaube (Ewigkeit) und Hoffnung (Arbeit) sollen uns die Wege weisen, um im Geiste der toten Helden zu leben und zu wirken.“
Nach dem Ende des Zweiten Weltkriegs wurden die Jahreszahlen desselben außen über dem Eingang ergänzt und das Denkmal zusätzlich den gefallenen Lankwitzern des Zweiten Weltkriegs gewidmet.
Das Ehrenmal ist seit Jahren aufgrund von Vandalismus gesperrt. Die Reservistenkameradschaft Lankwitz hat das Denkmal im Jahr 2002 gesäubert und renoviert, allerdings kam es danach erneut zu Zerstörungen.

„Der Erholungssuchende wäre erschrocken über den Verfall des Denkmals durch zerstörerische Farbschmierereien, Abschlagen der Dachringziegel und Zertrümmern der figürlichen Schmuckstelen. […] Dieser Zustand zeigt kein ehrendes Gedenken an Menschen, ist kein gesetzlich geforderter Denkmalschutz und keine Anerkennung der Baukunst des Architekten, der ein Denkmal schuf ohne eine martialische Kriegerfigur, ohne Hurrapatriotismus oder militärischen Gestus, ein Architekt, der das Morden in den Schützengräben von Sedan miterlitt und sich bis zur Berufsaufgabe als Steglitzer Baustadtrat 1933 neuen Machthabern verweigerte.“

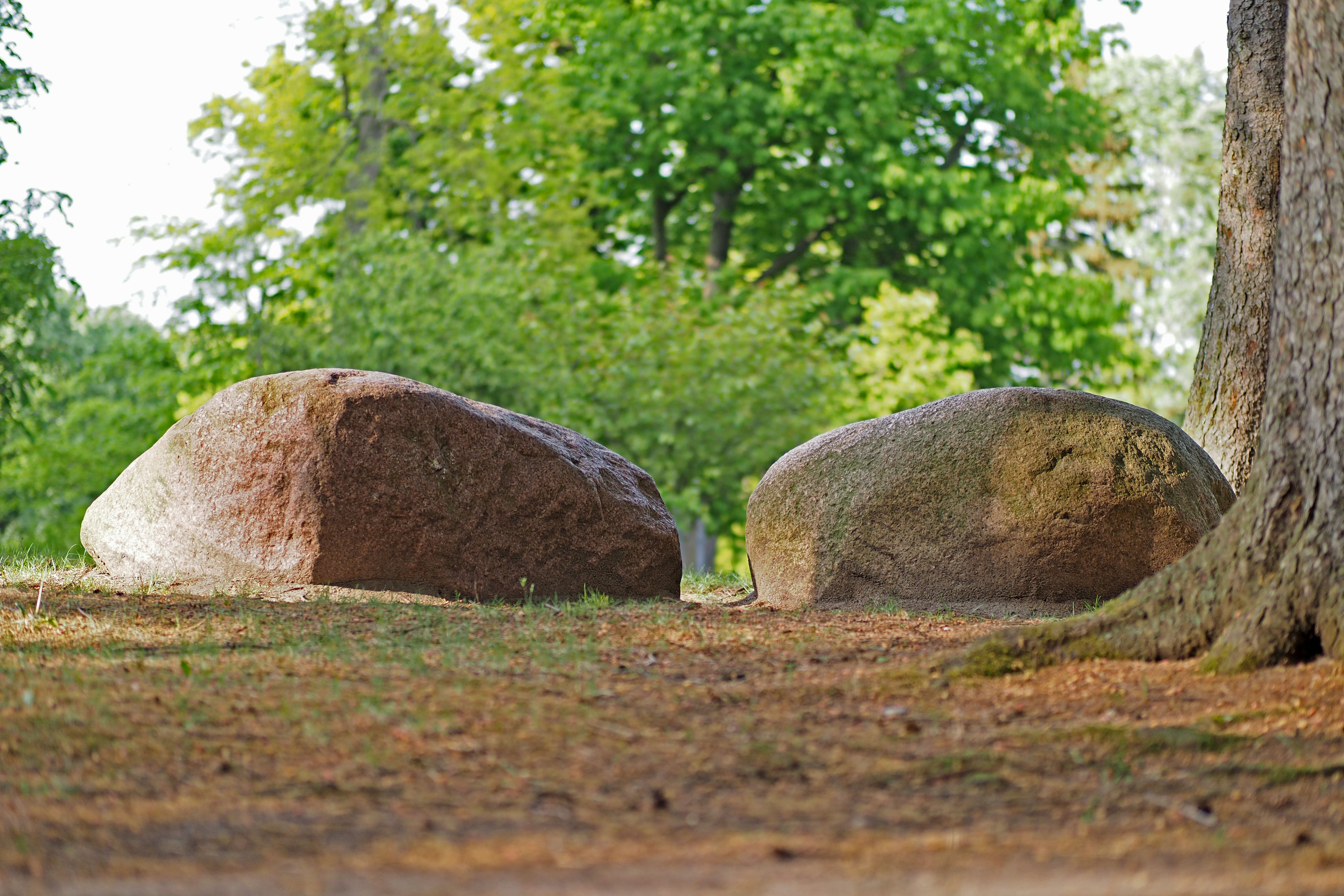
Zwei erratische Blöcke am Ende der Rodelbahn
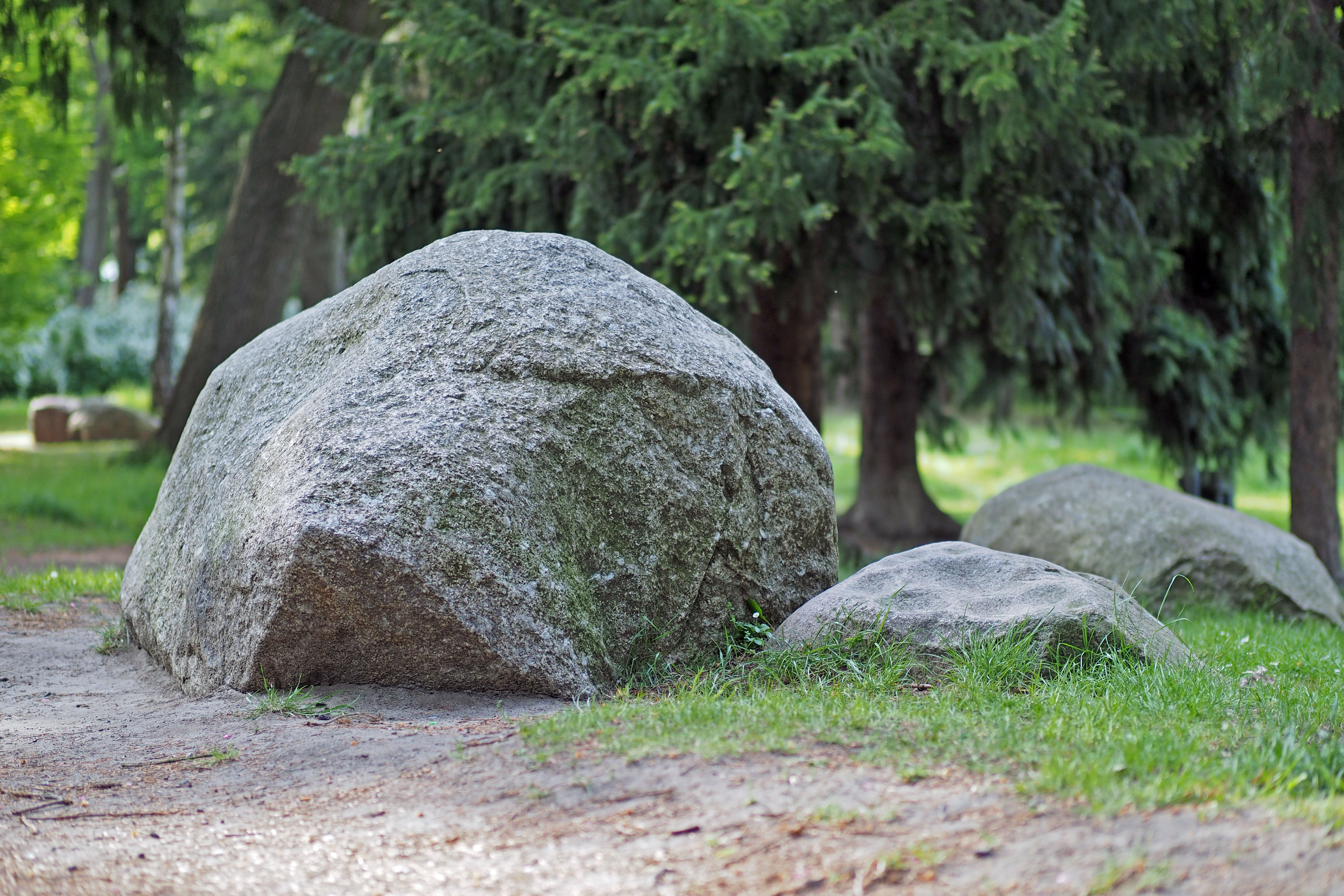
Weitere Findlinge nahe der Beselerstraße Ecke Am Gemeindepark
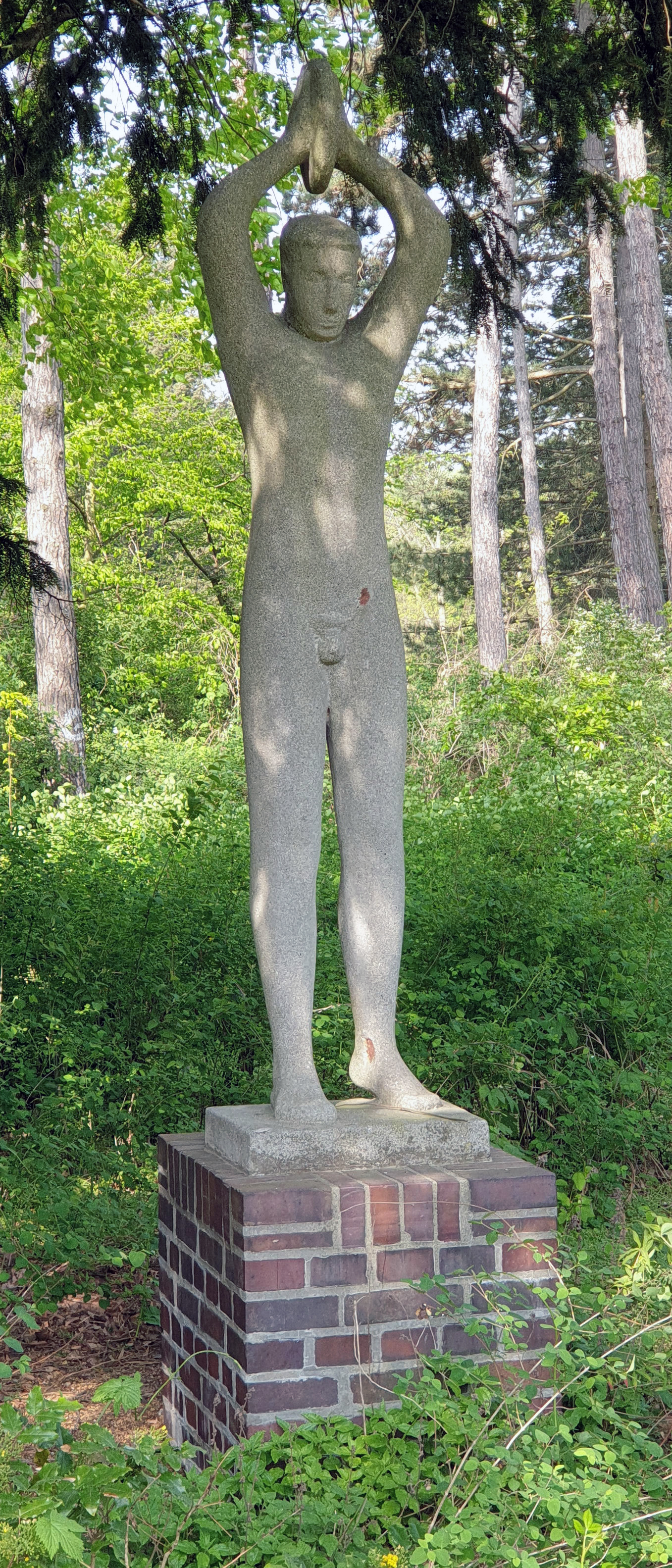
Diskuswerfer von Hans Bautz, 1957
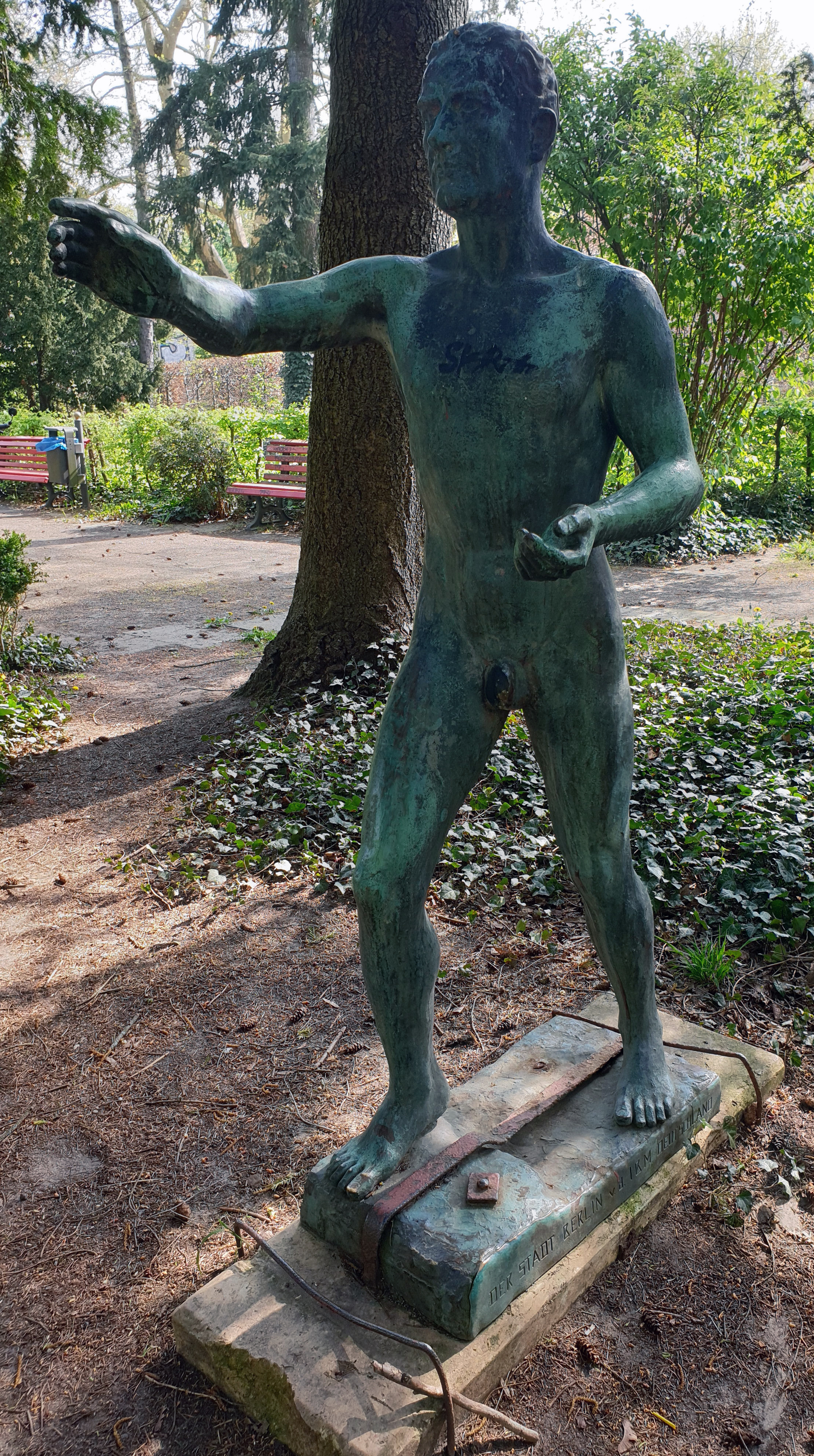
Statue von IBM Deutschland, 1959